# FBI 지정 10대 지명수배자
FBI 지정 10대 지명수배자(FBI Ten Most Wanted Fugitives)는 미국 연방수사국이 관리하는 지명수배자 목록이다. 1949년 연방수사국 국장 존 에드거 후버와 국제 뉴스 서비스(International News Service) 편집장인 윌리엄 킨제이 허친슨의 논의 중에 제안되어, 위험한 범죄자들을 체포하는 법 집행 역량을 강화하기 위해 1950년 3월에 시작되었다. 일반적으로 10대 지명수배자 목록에 오른 개인들은 체포, 사망 혹은 기소가 취소될 때까지 목록에 남으며, 빈 자리는 FBI가 새로 채운다.
최초로 10대 지명수배자로 오른 범죄자는 미국 중서부에서 조직 무장강도를 벌인 토마스 제임스 홀든(Thomas James Holden)으로, 1961년 6월 23일 체포되었다. 2013년 6월 17일에 총 500명의 범죄자가 지명수배 목록에 올랐다.